# Mylabris oculata
Mylabris oculata es una especie de coleóptero de la familia Meloidae.

## Distribución geográfica
Habita en Angola y Sudáfrica.